# Pātomhā Mījān
Pātomhā Mījān (persiska: پاتمها میجان, Pātomhā) är en ort i Iran.   Den ligger i provinsen Kerman, i den sydöstra delen av landet, 1 000 km sydost om huvudstaden Teheran. Pātomhā Mījān ligger 1 156 meter över havet och antalet invånare är 112.
Terrängen runt Pātomhā Mījān är huvudsakligen kuperad, men österut är den bergig.Runt Pātomhā Mījān är det glesbefolkat, med 17 invånare per kvadratkilometer. Närmaste större samhälle är Tom Gāvān, 11,5 km väster om Pātomhā Mījān. Omgivningarna runt Pātomhā Mījān är i huvudsak ett öppet busklandskap.